# Маян-Анна Кярмас
Маян Кярмас (ест. Maian Kärmas (ім'я при народженні Маян-Анна Кярмас (ест. Maian-Anna Kärmas)); нар.. 25 лютого 1978 року в м. Таллінні, Естонія) — естонська співачка, авторка пісень і журналістка.

## Біографія та музична кар'єра
Кярмас дебютувала як сольний артист у 1995 році на конкурсі Kaks takti ette, організованому ETV. Там вона посіла 2-ге місце.
У 1998 році Кярмас брала участь на конкурсі Eurolaul, який на той час був відбірковим туром на конкурс пісні Євробачення. Рік по тому вона знову взяла участь на Eurolaul і також сама написала слова до своєї пісні «Diamond of Night». Кярмас регулярно брала участь на національному відборі, щороку, будучи автором пісень, солістом і бек-вокалістом.
У 2001 році разом з Іваром Мьостом написала пісню «Everybody» для Танеля Падара, Дейва Бентона та Soul Milita для представлення Естонії на конкурсі пісні Євробачення 2001, що принесло Естонії перемогу на конкурсі. Того ж року вона проходила кастинг на участь у мюзиклі Знедолені на роль фабричної дівчини, повії, злиденної і так далі.
У 2003 році вона випустила свій перший сольний альбом Tuigutuled із власного матеріалу і гастролей по Естонії з концертами. Õnneleid, її другий сольний альбом, вийшов 2010 року. Третій сольний альбом, Sõnalõimijad, вийшов 2014 року.
Також Майан Кярмас є ведучою і редактором на радіо Естонської громадської телерадіомовної корпорації. 10 листопада 2017 року Кярмас у співавторстві написала слова до пісні «Show a Little Love» для Rolf Junior на Eesti Laul 2018.
У 2017 році була запрошена на 12-й Естонський конкурс молодих танцюристів, XII noorte laulu — ja tantsupidu, де вона була редактором і автором гімну фестивалю танців «I WIll Stay».

## Примітка
1. ↑  Person Profile // Internet Movie Database — 1990.
2. ↑  Maian Kärmas: "Võidutunne ei ole tänaseni kohale jõudnud." (ест.). Õhtuleht http://www.ohtuleht.ee. Процитовано 12 травня 2021. {{cite web}}: Зовнішнє посилання в |publisher= (довідка)
3. ↑  Räppi, poppi ja klassikat: Eesti Laul 2018 poolfinalistid on selgunud!. menu.err.ee. Eesti Laul. 10 листопада 2017. Архів оригіналу за 20 березня 2018. Процитовано 12 травня 2021.